# Mortierella polycephala
Mortierella polycephala är en svampart som beskrevs av Coem. 1863. Mortierella polycephala ingår i släktet Mortierella och familjen Mortierellaceae.   Inga underarter finns listade i Catalogue of Life.